# Pierwiosnek (czasopismo)
Pierwiosnek – polski noworocznik (rodzaj almanachu wzorowanego na wydawnictwach niemieckich i francuskich XIX wieku), wydawany w latach 1838-43, będący pierwszym polskim zbiorowym wydawnictwem tworzonym wyłącznie przez kobiety. Wydawnictwo miało charakter literacko-społeczny i wyrażało „ostrożnie nowatorskie” poglądy na rolę kobiety. 
Powstanie „Pierwiosnka” zainicjowała Paulina Krakowowa, zajmująca się też jego redagowaniem. Publikowały w nim, prócz Krakowowej, m.in. Klementyna Hoffmanowa, Antonina Jachowiczowa, Katarzyna Lewocka, Anna Nakwaska, Józefina Osipowska, Łucja Rautenstrauchowa, Walentyna Trojanowska, Paulina Wilkońska, Maria Wirtemberska, Eleonora Ziemięcka, Narcyza Żmichowska (która zadebiutowała na jego łamach). 
Według Piotra Chmielowskiego „Pierwiosnek” miał wpływ na powstanie grupy Entuzjastek.